# Узеир Хаџибејли
Узеир Хаџибејли (азер. Üzeyir bəy Əbdülhüseyn oğlu Hacıbəyli; Агџабеди, 18. септембар 1885 — Баку, 23. новембар 1948) је био азерски композитор, диригент, писац, колумниста, драматург, преводилац и педагог. Носилац је звања народног уметника СССР.
Хаџибејли се сматра оцем азерске класичне музике и опере. Такође је први муслиман који је писао опере. Написао је химну Азербејџанске Демократске Републике која је и химна данашњег Азербејџана. Поред тога је написао и химну некадашње Азербејџанске ССР.
- Споменик Хаџибејлију на Београдском кеју у Новом Саду.